# 伊尔米茨
伊尔米茨是奥地利布尔根兰州滨湖新锡德尔县的一个市镇。总面积91.75平方公里，总人口2359人，人口密度26人/平方公里（2016年）。